# 廉仲
廉仲（1926年12月—2013年6月18日），原名曲之安，男，山东黄县人，中华人民共和国政治人物，曾任城乡建设环境保护部副部长、党组副书记，第七、八届全国政协委员。